# 小林拓己
小林 拓己（こばやし たくみ）は、日本の漫画家。埼玉県出身。

## 来歴・人物
漫画家を志したきっかけは、25歳当時に萩原一至のアシスタントをしていた妹から依頼され、彼のアシスタントを担当したことであった。デビュー当初はレディースコミック作品を発表していたほか、『砂漠の野球部』を連載していたコージィ城倉のアシスタントとしても活動していた。後に成人男性向けの漫画雑誌で活動するようになり、現在はおもに一般青年誌で描いている。
画風は藤島康介と共通点が多く、一般向け作品には別に原作者がいるものが多い。

## 作品リスト
※が付いている作品は成人向け作品。
- 麗人な女性（『美粋』、宙出版、全1巻）※
- Myフェアれでぇ（『Dokiッ!』、竹書房、全3巻）※
- WILD・CATS（『ビタマン』、竹書房、全1巻）※
- くノ21ホタル（原作：梶研吾、『漫画アクション』、双葉社、全2巻）
- ヴァージンな関係（『ビタマン』、竹書房、全6巻）※
- TARGET（短編集、双葉社）※
- 9Love Letters（短編集、竹書房）※
- 恋からはじまる（短編集、ワニマガジン）※
- ジェノサイド（原作：中島かずき、『漫画アクション』、双葉社、全2巻）
- 柔らかな肌（短編集、竹書房）※
- いつか勝ち組!（原作：倉科遼、『ヤングアニマル』、白泉社、全5巻）
- アフレコ（原作：薗田正弘、『月刊マガジンZ』、講談社、全3巻）
- ヴァージンな関係R（『コミックマーブル』→『ビタマン』、隔月連載、竹書房、全6巻）※『ヴァージンな関係』の続編
- おはにゅ〜 -女子アナパラダイス-（『月刊ヤングジャンプ』→『週刊ヤングジャンプ』、集英社、全5巻）
  - おはにゅ〜 -女子アナコレクション-（『週刊ヤングジャンプ』月1連載、上記の女子アナパラダイス第2部、集英社、全3巻）
- 微熱天使（短編集、竹書房）※
- 誘惑玩具（『ビタマン』、不定期連載、竹書房、全1巻）※
- 禁色ハレム（『週刊ヤングマガジン』、短期集中連載、講談社、全1巻[1]）
- 湯屋!〜江戸火華始末記〜（『ヤングキング』、少年画報社、全2巻）
- クリスタル・デイズ（『ビタマン』、竹書房、全4巻）※
- 婚渇女子（『ヤングキング』連載、少年画報社、全4巻）
- 愛国少女ウヨ子ちゃん（『ジャパニズム』連載、青林堂、全1巻）
- 黒田芽衣子〜婚渇女子〜（『ヤングキング』連載、少年画報社、全5巻）※『婚渇女子』の続編
- ギャラ〜悪への招待〜（原作：ジョージ秋山、『ヤングキングBULL』連載）ジョージ秋山『ギャラ』（少年キング連載）のリメイク
- 朝食会 RISE OF BREAKFAST CLUB（原作：渡邊ダイスケ、『ヤングキングBULL』連載） 渡邊ダイスケ『善悪の屑』（ヤングキング連載）のスピンオフ
- GUILTY ギルティ（少年画報社[2]、全1巻）
  - GUILTY2（『ヤングキングX』[3]）
- ＃アオハル不倫 #早春の賦（『JOUR』2025年2月号[4]） - 読み切り、『#アンソロジー #アオハル不倫 #カワイイ死ね』に収録。